# Raketa
Raketa (njem. Rakete, tal. rocchetto:vreteno) je naziv za letjelicu, zrno, projektil, svemirski brod koja se kreće s pomoću brzog izlaska plinova ili propelanta iz motora rakete. 
Rakete lete (rade) na principu akcije i reakcije.
Akcija je potiskivanje mlaznog pogona prema dolje, a reakcija je podizanje rakete prema gore.

### Način rada
Letjelica na mlazni (reaktivni) pogon kojim se razvija potisak neovisno o okolnome mediju, tj. izgaranjem goriva i oksidansa koje letjelica nosi sa sobom, pa se raketa može kretati i u vakuumu (svemiru). Izgaranjem raketnog pogona (goriva) u raketnome motoru, njegova se kemijska energija pretvara u kinetičku energiju mlaza plinova, koji, izlazeći velikom brzinom kroz sapnicu motora razvijaju reaktivnu silu za pokretanje letjelice.

Spremnici s gorivom (raketni motor), te sustavi za dovod goriva općenito zauzimaju najveći dio vretenasto oblikovana tijela rakete.

Krila služe za stabiliziranje leta kroz atmosferu, upravljanje, sprječavaju vrtnju rakete oko svoje osi i općenito vrtenje poput metka u cijevi tijekom akcije reakcije i izgaranja goriva.

Razlikuju se rakete s obzirom na namjenu i primjenu:
- vojne (raketno oružje),
- civilne (koje služe za istraživanje svemira),
- korisno-prirodne (za geofizička istraživanja viših slojeva atmosfere, obrana od tuče i razbijanje oblaka jakom detonacijom),
- zabavne (u pirotehnici, raketnom modelarstvu, itd.).

Jednostavne rakete su one rakete kojima je domet do 100m. Takve rakete manjeg dometa i složenijeg goriva se koriste ponajviše u pirotehnici za zabavne i vatrometne rakete. Kao takve su bez šiljaste i detonirajuće bojne glave, pa ih zovemo još i jednostupanjske.

Najviše se koriste u pirotehnici i signalnim napravama. Takve rakete imaju vatrometno punjenje ili pak samo motor s prigodnim zvukom.

Svrstavaju se u razred I i razred II, dok razred III zauzimaju signalne naprave i rakete koje lete oko 300 m, imaju padobran koji drži bengalsko punjenje (bengalska vatra) i ispaljuju se iz ruke (držanjem čvrsto u ruci i potezanjem plastičnog upaljača prema dolje).
Vatrometne rakete su one rakete kojima je gorivo jednodjelno, dometa od 1000m i kojima je bojna glava rakete vatromet. Vatrometna bojna glava se satoji od jake petarde i malih kuglica kojima je glavni sastojak flash powder. Znači kao takve su opasne jer imaju eksplozivno-pirotehničko punjenje. Kao takve se nalaze u tubama i u skučenom prostoru gdje nema zraka i kad se do njih izazove vatra putem štapina one izletu u suprotnom pravcu iz tube i rasprsnu se na razne načine.
Zabavne i modelatorske rakete su one rakete kojima je po propisima i zakonom zabranjeno preletanje preko 150m. Zabavne se koriste u pirotehnici i stabilizator im je štap. Imaju rakte bez efekta (samo poletu), do onih s vatrometnom glavom.
Rakete koje su namijenjene lansiranju svemirskih letjelica u pravilu su višestupanjske rakete, tj. čini ih više zaseobnih raketa povezanih u cjelinu, koje se redom odbacuju same od sebe kada se gorivo potroši. Kod većih raketa kao što su Sojuz i Space Shuttle (koji zapravo nije raketa) potreban je vodik jer je lagan, zapaljiv, tekuće suvremeno gorivo (pomaže čak prirodi) koje dobro izgara, ali i opasan jer se vrlo lako zbog toga može dogoditi nesreća. Konstrukcija raketa uvelike ovisi o njihovoj namjeni, tj. masi i vrsti korisnoga tereta što ga nose u svojem vrhu aerodinamičnoga oblika.

## Vrste raketa s obzirom na pogon i agregatno stanje goriva
- na kemijski pogon,
- na hibridni pogon,
- na tekući pogon,
- na kruti (čvrsti) pogon,
- na nuklearni pogon.
- na ionski pogon.

- tripropelentna raketa,

## Povijest
Kinezi su prvi, pretpostavlja se izumili barut, pa tako i rakete s barutnim punjenjem. Opisivali su ih kao „strelice letećeg plamena“, a upotrijebili su ih u bitki protiv Mongola godine 1232.g.

Bile su jednostavne: smjesa u tubi (kao i danas; zabavne rakete), se je stavljala na strijelu, a strijela u luk i ta smjesa bez fitilja se je palila 1 sek prije izbačaja. Trebala su 2 čovjeka, za paljenje takvih opasnih raketa (jedan iza njegovih leđa i drugi koji u 1 sekundi nategne luk i izbaci to sve skupa). S vremenom se je takvo opasno paljenje prestalo koristiti, pa su se samo stavljale tube za eksplozivnim punjenjem (potisnim, reaktivnim) na štapove, pod kutom do 35%, usmjeravavši se u neprijateljsku vojsku. Pošto su bile teške, padale su i već nakon 20m, ali postoje i pisani podaci da su našli rješenja za to, ugradivši krilca, da bolje sijeku zrak i brže idu kroz atmosferu, i ne samo to, nego promjer sapnice (dizne), se je računala tako da promjer i visina tube (tuljka-motora) se je zbrajala, pa dijelila, i taj najmanji broj bi bio izražen u milimetrima koji je potreban za potisak rakete.

Englesko raketno topništvo je odigralo važnu ulogu u napoleoskim ratovima (bitka kod Gdanska i Leipziga (1813.g.), kada su bivše znanje o potisno-raketnim gorivima (motorima), primijenili baš u toj bitki, koja je preteča svih današnjih raketa. Od same povijesti rakete su bile od dvije vrste goriva crni i sivi barut. Prvo je bilo punjenje brzogoreće gorivo, crni barut, a onda sporogoreće gorivo, sivi barut. Velike razlike u izgaranju i nije bilo, na 1 dkg 1 sek zaostatka za crnim.

Kao pogon raketa služila je smjesa od:

- 70% crnog baruta,
- 14% sumpora, i
- 16% ugljena.

Masa raketa je iznosila od 4 do oko 20 kg, a najveći domet im je bio 1000m, normalno, ovisilo je o količini i težini same smjese, veličini i širini trupa rakete, i drugih stvari. S vremenom se je zamijenilo polje baruta u raketama, pa je prvo bilo sporogoreće gorivo da se pripremi sama raketa na trenje, temperaturu, potisak, itd., pa zatim brzogoreće gorivo.

U drugoj polovici XIX.st. rakete su napuštene zbog neproračunate slabe preciznosti i nagloga razvoja topova.

Raketno gorivo koje čini 90-95% svake letjelice izgara u komori gdje temperature dosežu i do 3500°C. Raketni pogon na čvrsto gorivo-koristi smjese koje sadrže gorivo i oksidans, kakav je primjerice bezdimni barut (trinitroceluloza).

Paljenje na fitilj, se sve više izbjegava, jer je staromodno i nesigurno. Danas ga je u potpunosti zamijenilo električno paljenje, koje se sada najčešće koristi jer je najsigurnije.

## Opis pojedinih vrsta goriva
Čep, koji je na dnu rakete, koji ujedno i zatvara vakuum cjelokupne rakete (raketnog motora) drugačije se zove dizna, a rupa koja je kroz njega napravljena naziva se sapnica ili mlaznica. Svi mlazovi plinova, koji trebaju negdje izaći, izlaze kroz tu sapnicu motora koja je jedini izlaz. Npr. dizna je viskoka 15 mm, a sapnica (mlaznica) je široka 5 mm, znači da je kroz čep (diznu) probušena rupa promjera 5 mm a polumjera 2,5 mm.

Mlaznica se najčešće rade od nečega što podnosi temperaturu i jak potisak i pritisak prilikom akcije i reakcije. Osim toga, bitno je to i da mora biti nešto što se može dobro pričvrstiti za stijenku, tj. oklop raketnoga motora. Kao nešto takvo što može podnositi mogu biti drvo, gips, bentonit (gips i cement u omjeru 3:1) ili pak aluminij. Većinom se kod takvih goriva stavlja iznutra aluminijska folija, ali do 4 sloja, što sprječava skupljanje nečistoća (većinom neizgorenog kalijevog nitrata ili pak nekog drugog oksidansa) oko sapnice motora i može se dogoditi suženje sapnice (rupe).

Bitno je još i da se stavi neki prikladan šiljasti vrh, da spriječi micanje rakete lijevo-desno i bilo koje ljuljanje prilikom njena letenja. Kad se ugradi tuljak u obliku stošca, to dodatno ubrzava raketu i daje joj pravilan smjer kretanja.
Sporogoreće gorivo je ujedno i "fitilj cjelokupne rakete", pa se stavlja samo na dno, uz diznu i ne smije gorjeti više od 5 sek. Ono se stavlja zbog toga da se raketa pripremi na temperaturu, zagrijavanje, trenja i druge stvari koje su joj potrebne za samog izgaranja brzogorećeg raketnog goriva u vakuumu (trupu rakete).
Postoji još jedno gorivo, koje se zove dvobazno-jednodijelno gorivo, gdje su dva goriva sporogoreće i brzogoreće gorivo pomiješano u jednu cjelinu, da brzogoreće gorivo izgara relativno 50:50 i da se malo uspori. Takvo gorivo se stavlja cijelo jednako u cijeli trup rakete, a pogodno je zato što izgori cijelo za negdje oko 5 sekundi i dosta je lagano. Koristi se za malo veće rakete (npr. svemirska letjelica Space Shuttle je prikvačena na takvu raketu).

### Kruta goriva
Kruta goriva za rakete moraju biti obavezno probušena kroz samu srž goriva, približno, ako je cjelina goriva 4 cm, rupa kroz samu srž mora biti najmanje 2,5 cm, a ako je 10 cm, rupa mora biti najviše 6,5 cm.
Primjer opisa kućišta rakete na raketni pogon koji se često koristi u raketnom modelarstvu:
Unutarnji promjer tuljka je većinom do 15mm, mlaznica je visoka 10 mm, sapnica je od 4,3 do 5mm, s tim da se rupa mora probit do 3/4 goriva i visina goriva je 80mm. Ako je preuska postoji mogućnost da će doći do eksplozije motora, ako je preširoka, raketa neće poletjeti. Takve su neke standardne male rakete, koje nemaju stabilizatore za polijetanje štap, već uzljetnu rampu i stabilizatore za let krilca.

## Raketni izumitelji
- Konstantin Tsiolkovski
- Robert Goddard
- Hermann Oberth
- Wernher von Braun
- Sergej Koroljov

## Vanjske poveznice
- Raketno modelarstvo Hrvatska tehnička enciklopedija, portal hrvatske tehničke baštine. LZMK

- Raketno oružje Hrvatska tehnička enciklopedija, portal hrvatske tehničke baštine. LZMK